# 지나 벨먼
지나 벨먼(Gina Bellman, 1966년 7월 10일~)은 뉴질랜드에서 태어난 영국의 배우이다.

## 출연작[영화]
- 2006년: 파라노이드 - 조연[이브]
- 2007년: 위험한 휴가 - 주연[캐슬린 베리]
- 2016년: 더 헤브-놋츠 - 주연